# SDS 940
El SDS 940 fue una computadora construida por Scientific Data Systems, la primera compatible con el uso directo de tiempo compartido. Su diseño se basó en la unidad central de procesamiento de 24 bits del SDS 930, construida con circuitos integrados. Se anunció en febrero de 1966 y se puso a la venta en abril del mismo año.
Cuando la empresa fue adquirida por Xerox en 1969, el SDS 940 fue rebautizado como XDS 940.

## Historia
La Universidad de California en Berkeley diseñó el sistema como parte de su Proyecto Genie, activo entre 1964 y 1965. Genie añadió la gestión de memoria y el controlador lógico al SDS 930 para equipar a este con memoria virtual paginada, característica que sería reproducida en otros diseños. El 940 fue la versión comercializada de este diseño de Genie.
Como en la mayoría de los sistemas de la época, se usó la ferrita como material para la memoria RAM, lo que permite entre 16 y 64 kB de 24 bits cada uno, más un bit de paridad. La computadora contaba con una variedad de dispositivos de almacenamiento secundario, como discos duros. Las computadoras de SDS también incluían un sistema de cinta perforada para introducir datos, una impresora de líneas y un reloj de tiempo real.

## Sistema desoftware
El sistema operativo fue de tiempo compartido. En agosto de 1968 salió la versión 2.0, llamada «SDS 940 de tiempo compartido».
Esta versión incluía un  núcleo, una interfaz de comandos y los lenguajes de programación Fortran IV y BASIC.

## Instalaciones notables
El principal cliente fue Tymshare, una compañía de alquiler de tiempo de cómputo de Estados Unidos.